# Mrs. America
Mrs. America è una miniserie televisiva statunitense del 2020 diretta da Anna Boden, Ryan Fleck, Amma Asante, Laure de Clermont-Tonnerre e Janicza Bravo, creata da Dahvi Weller e prodotta da FXP, distribuita da FX on Hulu.

## Trama
Mrs. America è ambientata negli anni Sessanta e racconta la vera storia del movimento femminista nato negli Anni 70 con lo scopo di far approvare l'ERA - Equal Rights Amendment, che sancisce il riconoscimento di pari diritti a tutti i cittadini, senza distinzione di sesso.

## Puntate
| nº | Titolo                         | Pubblicazione originale | Pubblicazione Italia |
| -- | ------------------------------ | ----------------------- | -------------------- |
| 1  | Phyllis                        | 15 aprile 2020          | 8 ottobre 2020       |
| 2  | Gloria                         | 15 aprile 2020          | 8 ottobre 2020       |
| 3  | Shirley                        | 15 aprile 2020          | 8 ottobre 2020       |
| 4  | Betty                          | 22 aprile 2020          | 15 ottobre 2020      |
| 5  | Phyllis & Fred & Brenda & Marc | 29 aprile 2020          | 22 ottobre 2020      |
| 6  | Jill                           | 6 maggio 2020           | 29 ottobre 2020      |
| 7  | Bella                          | 13 maggio 2020          | 5 novembre 2020      |
| 8  | Houston                        | 20 maggio 2020          | 12 novembre 2020     |
| 9  | Reagan                         | 27 maggio 2020          | 19 novembre 2020     |

## Personaggi e interpreti

### Personaggi principali
- Phyllis Schlafly, interpretata da Cate Blanchett.
- Gloria Steinem, interpretata da Rose Byrne.
- Shirley Chisholm, interpretata da Uzo Aduba.
- Jill Ruckelshaus, interpretata da Elizabeth Banks.
- Pamela, interpretata da Kayli Carter.
- Brenda Beigen, interpretata da Ari Graynor.
- Rosemary Thomson, interpretata da Melanie Lynskey.
- Bella Abzug, interpretata da Margo Martindale.
- Fred Schlafly, interpretato da John Slattery.
- Eleanor Schlafly, interpretata da Jeanne Tripplehorn.
- Betty Friedan, interpretata da Tracey Ullman.
- Alice Macray, interpretata da Sarah Paulson.

### Personaggi ricorrenti
- Flo Kennedy, interpretata da Niecy Nash.
- Phil Crane, interpretato da James Marsden.
- Liza Schlafly, interpretata da Olivia Scriven.
- Bria Henderson, interpretata da Margaret Sloan-Hunter.
- Franklin Thomas, interpretato da Jay Ellis.
- George McGovern, interpretato da John Bourgeois.
- John Schlafly, interpretato da Ben Rosenfield.
- John Stanley Pottinger, interpretato da Jake Lacy.
- Lottie Beth Hobbs, interpretata da Cindy Drummond.
- Midge Costanza, interpretata da Annie Parisse.
- Audrey Rowe Colom, interpretata da Melissa Joyner.
- Ann Patterson, interpretata da Teresa Pavlinek.
- Carmen Delgado Votaw, interpretata da Andrea Navedo.
- Mary Frances, interpretata da Melinda Page Hamilton.
- Martin Abzug, interpretato da David Eisner.
- Odile Stewart, interpretata da Marcia Bennett.
- Willie B. Reed, interpretata da Novie Edwards.
- Bruce Schlafly, interpretata da Brendan Cox.

### Guest star
- Ron Dellums, interpretato da Norm Lewis.
- Marc Feigen-Fasteau, interpretato da Adam Brody.
- Tom Snyder, interpretato da Bobby Cannavale.
- William Ruckelshaus, interpretato da John Hamilton.
- Ruth Bader Ginsburg, interpretata da Tara Nicodemo.
- Jules, interpretata da Roberta Colindrez.
- Natalie Gittelson, interpretata da Miriam Shore.
- Donna del bar, interpretata da Julie White.
- Hamilton Jordan, interpretato da Dan Beirne.

## Distribuzione
I primi tre episodi sono stati pubblicati negli Stati Uniti attraverso il servizio FX on Hulu il 15 aprile 2020. In India è stata distribuita su Disney+ Hotstar dal 16 aprile 2020, in Australia tramite i servizi streaming di Foxtel mentre nel Regno Unito è stata resa disponibile su BBC iPlayer l'8 luglio 2020.
In Italia è stata distribuita dal servizio streaming TIMvision a partire dall'8 ottobre 2020.

## Riconoscimenti (parziale)
- Golden Globe
  - 2021 - Candidatura alla miglior attrice in una mini-serie o film per la televisione a Cate Blanchett
- American Cinema Editors
  - 2021 - Candidatura alla miglior miniserie o film per la televisione a Robert Komatsu
- Casting Society of America
  - 2021 - Candidatura al miglior casting - serie limitata a Carmen Cuba, Robin D. Cook, Charley Medigovich e Jonathan Oliveira
- Costume Designers Guild Awards
  - 2021 - Candidatura all'eccellenza nella televisione d'epoca a Bina Daigeler
- Critics' Choice Awards
  - 2021 - Migliore attrice non protagonista in una miniserie o film per la televisione a Uzo Aduba
  - 2021 - Candidatura alla miglior serie limitata
  - 2021 - Candidatura alla migliore attrice in una miniserie o film per la televisione a Cate Blanchett
  - 2021 - Candidatura alla migliore attrice in una miniserie o film per la televisione a Margo Martindale
  - 2021 - Candidatura alla migliore attrice in una miniserie o film per la televisione a Tracey Ullman
  - 2021 - Candidatura alla migliore attrice in una miniserie o film per la televisione a
- Premio Emmy
  - 2020 – Miglior attrice non protagonista in una miniserie o film per la televisione a Uzo Aduba
  - 2020 – Candidatura per la miglior miniserie
  - 2020 – Candidatura per la miglior attrice in una miniserie o film per la televisione a Cate Blanchett
  - 2020 – Candidatura per la miglior attrice non protagonista in una miniserie o film per la televisione a Margo Martindale
  - 2020 – Candidatura per la miglior attrice non protagonista in una miniserie o film per la televisione a Tracey Ullman
  - 2020 – Candidatura per la miglior sceneggiatura di una miniserie o film per la televisione a Tanya Barfield
- Satellite Award
  - 2021 - Migliore attrice in una miniserie e miniserie o in un film per la televisione a Cate Blanchett
  - 2021 - Candidatura alla miglior miniserie e miniserie
  - 2021 - Candidatura alla migliore attrice non protagonista in una serie, miniserie e miniserie o film per la televisione a Tracey Ullman